# Capacete de Ouro
O Capacete de Ouro é a principal premiação do automobilismo brasileiro. O evento é promovido pela Revista Racing desde 1997 e prêmia os três destaques do ano em 14 categorias diferentes com o capacete de ouro, prata e bronze, valorizando principalmente as revelações e as promessas do Brasil e do mundo.
O evento reúne pilotos, dirigentes e as grandes marcas de destaque do setor.

## A votação e o processo de escolha dos vencedores
Em uma primeira fase os competidores são indicados por seus próprios resultados em seus respectivos campeonatos (computando as 10 melhores chegadas de cada um dentro das datas estipuladas pelo concurso). Já a segunda fase da promoção consiste na escolha por parte do colegiado de jornalistas de automobilismo, entre os três finalistas de cada categoria. Cada profissional de comunicação escolherá seu favorito em cada uma das 14 categorias do concurso, que vai desde o Kart até Fórmula 1, e os pilotos receberão o Capacete de Ouro, Capacete de Prata e Capacete de Bronze, de acordo com o número de votos que receberam.

## Categorias[2]
Atualmente o concurso se divide em 14 categorias:
- Fórmula 1 - Mundial FIA de Fórmula 1
- Fórmula Indy - INDYCAR Verizon IndyCar Series
- Internacional Top - Fórmula 2, INDYCAR Lights,
- Internacional - INDYCAR Pro Mazda, e US F2000, campeonatos da Argentina, Alemanha, Austrália, Canadá, Espanha, Estados Unidos, França, Inglaterra, Itália, Japão e México
- Nacional - Stock Car V8
- Fórmula - F3 Sul-americana
- Turismo - Brasileiro de Marcas, Copa Vicar, Stock Jr., Copa Clio Brasil e Pick-up Racing
- Itaipava GT - Troféo Maserati e GT3 Brasil
- Porsche GT3 - Porsche GT3 Cup
- Truck - Fórmula Truck
- Rali - Mundial WRC, Sul-americano de Velocidade, Brasileiro de Velocidade e Copa Peugeot
- Off Road - Dakar, Mundial Cross Country, Brasileiro Cross Country, Rally dos Sertões, Mitsubishi Cup (L200 Triton RS, L200 RS, TR4 R)
- Endurance - Brasileiro de Endurance
- Kart - Mundial, Pan-americano, Sul-americano, Brasileiro, Copa Brasil, Sul-brasileiro, e Copa SP da Granja Viana (categorias Sênior, Graduados, Júnior, Biland, Shifter e Endurance)
- Revelação - Mundial, Pan-americano, Brasileiro, Copa Brasil, Sul-brasileiro e Copa SP da Granja Viana (Júnior Menor, Novatos, Cadete e Mirim).